# Bassin de Saturne
Le bassin de Saturne, ou de l'Hiver est un bassin des jardins de Versailles, appartenant à l'ensemble des bassins des Saisons : le bassin de Cérès, le bassin de Flore, le bassin de Bacchus, le bassin de Saturne.
Les Quatre Saisons sont représentées plusieurs fois en sculpture à Versailles. La Grande Commande regroupe un ensemble de sculptures commandées par Louis XIV en 1674 dans lequel figurent des statues des Saisons.

## Localisation
Le bassin se trouve au niveau de l'intersection de l'Allée du Printemps et de l'Allée de Bacchus-et-de-Saturne.
Quatre bosquets l'entourent : 
- le bosquet de la Colonnade et la salle des Marronniers au Nord-Ouest,
- le bosquet de la Girandole au Nord-Est,
- le bassin du Miroir au Sud-Est,
- le jardin du Roi au Sud-Ouest.

## Composition
Parfaitement symétrique au bassin de Flore, le bassin de Saturne, est situé dans la partie sud et symbolise la saison de l’Hiver. Saturne trône au centre d’un bassin rond, entouré de petits amours, sur une île parsemée de coquillages. Quatre amours formaient auparavant des motifs complémentaires d’où jaillissaient huit jets. Ils alternaient avec des sabliers reliés par des guirlandes de fleurs. La margelle était décorée de glaçons en métal peint.

## Histoire
La statue en plomb doré de Saturne a été réalisée par François Girardon en 1672.